# Renty
 Renty  es una población y comuna francesa, situada en la región de Norte-Paso de Calais, departamento de Paso de Calais, en el distrito de Saint-Omer y cantón de Fauquembergues.

## Historia
La villa perteneció a los Países Bajos de los Habsburgo, a pesar de la victoria francesa en la batalla de Renty en 1554, la fortaleza no fue ocupada permaneciendo en poder español. Los franceses tomarían la ciudad el 9 de agosto de 1638 durante la guerra franco-española (1635-1659). Estos procederían a destruir la fortaleza, perdiendo la villa su importancia militar.

## Demografía
| 525 | 484 | 429 | 448 | 463 | 439 |
| Para los censos de 1962 a 1999 la población legal corresponde a la población sin duplicidades (Fuente: INSEE [Consultar]) |     |     |     |     |     |